# 나가토 유키짱의 소실
《나가토 유키짱의 소실》(일본어: 長門有希ちゃんの消失 나가토 유키찬노 쇼시쓰[*])은 뿌요가 그린 일본의 만화 작품이다. 《영 에이스》 (카도카와 쇼텐)에서 2009년 창간호부터 2016년 9월호까지 연재되었다. 타니가와 나가루의 라이트 노벨 《스즈미야 하루히 시리즈》의 공식 패러디 및 《스즈미야 하루히의 우울》의 스핀오프 작품이다.

## 개요
〈스즈미야 하루히 시리즈〉(원작), 또는 그 공식 패러디로, 본작과 같은 작자의 만화 《스즈미야 하루히의 우울》에 등장하는 캐릭터 나가토 유키를 주인공으로 한 스핀오프 작품이다. 원작 제 4권 《스즈미야 하루히의 소실》의 내용을 베이스로 해서, 원작과는 다른 세계관으로 일어나는 러브코메디를 그려냈다. 쿈의 시점의 본편과는 다르게, 기본적으로 나가토의 시점에서 스토리가 진행되어 간다. 〈영 에이스〉 창간 직전에 발행된 프리뷰 매거진에서 처음으로 게재되어, 그 후 〈영 에이스〉의 창간호부터 연재가 시작되었다.

## 줄거리
소심한 성격의 평범한 소녀, 나가토 유키는 스스로 부장을 맡은 문예부의 존속을 축하하기 위해, 그리고 부의 존속에 협력해 준 소년, 쿈에게 마음을 고백하기 위해 크리스마스 파티를 기획했다. 나가토는 친구인 아사쿠라 료코, 서예부의 아사히나 미쿠루, 츠루야 씨의 협력으로 파티는 무사히 개최되어, 나가토는 고백하는 것은 실패했지만 좋은 시간을 보내게 된다. 자신의 위치를 재확인한 나가토는, 부 존속에 있어서 스스로 결단하는 계기가 된 "이름도 모르는 소녀"를 떠올렸다.
파티 다음 날, 나가토와 쿈은 그 소녀, 스즈미야 하루히와 재회하게 된다. 문예부에 흥미를 가진 하루히는 다른 학교의 학생으로, 같이 다니는 코이즈미 이츠키와 같이 부실에 틀어박혔고, 조용했던 문예부는 활기찬 공간이 되어 갔다. 하루히가 일으킨 사건이나 이벤트에 휩쓸리면서도, 나가토와 쿈은 조금씩 서로의 거리를 좁혀가는데...

## 간행 목록

### 단행본
| 타이틀                  | ISBN                                                       | 초판발행일       |
| ----------------------- | ---------------------------------------------------------- | ---------------- |
| 나가토 유키짱의 소실 1  | ISBN 978-4-04-715405-6                                     | 2010년 2월 4일   |
| 나가토 유키짱의 소실 2  | ISBN 978-4-04-715562-6                                     | 2010년 11월 25일 |
| 나가토 유키짱의 소실 3  | ISBN 978-4-04-715773-6                                     | 2011년 9월 3일   |
| 나가토 유키짱의 소실 4  | ISBN 978-4-04-120217-3                                     | 2012년 5월 2일   |
| 나가토 유키짱의 소실 5  | ISBN 978-4-04-120498-6                                     | 2012년 11월 26일 |
| 나가토 유키짱의 소실 6  | ISBN 978-4-04-120960-8                                     | 2013년 12월 26일 |
| 나가토 유키짱의 소실 7  | ISBN 978-4-04-120960-8                                     | 2014년 9월 4일   |
| 나가토 유키짱의 소실 8  | ISBN 978-4-04-101755-5                                     | 2015년 3월 4일   |
| 나가토 유키짱의 소실 9  | ISBN 978-4-04-102882-7(오리지널 애니메이션 BD 부록 한정판) | 2015년 10월 26일 |
| 나가토 유키짱의 소실 9  | ISBN 978-4-04-102881-0(통상판)                             | 2015년 11월 4일  |
| 나가토 유키짱의 소실 10 | ISBN 978-4-04-105044-6                                     | 2017년 2월 4일   |

## TV 애니메이션
2014년 9월 4일에 발매된 〈영 에이스〉 10월호에서 2015년에 TV 애니메이션화가 결정되었다고 발표했다. 2014년 12월 18일에 공식 사이트 상에서 스태프・캐스트가 발표되어, 2015년 4월부터 7월까지 방송되었다.